# Hirodži Imamura
Hirodži Imamura (* 27. duben 1949) je bývalý japonský fotbalista.

## Klubová kariéra
Hrával za Yanmar Diesel.

## Reprezentační kariéra
Hirodži Imamura odehrál za japonský národní tým v roce 1976 celkem 4 reprezentační utkání.

## Statistiky
| Japonsko | Japonsko | Japonsko |
| Roky     | Záp.     | Góly     |
| -------- | -------- | -------- |
| 1976     | 4        | 0        |
| Celkem   | 4        | 0        |